# Josef Rieth
Josef Rieth (* 10. April 1889 in Camberg; † 19. April 1935) war ein deutscher Beamter und Politiker (NSDAP). Er war Amtsbürgermeister von Haltern und Landrat des Kreises Recklinghausen.

## Leben
Rieth war Sohn eines Brauereibesitzers. Nach dem Abitur 1909 studierte er Staatswissenschaften in Freiburg, Berlin, Frankfurt am Main und Münster. 1914 trat er als Kriegsfreiwilliger ins Fußartillerieregiment Nr. 18 ein. 1915 wurde er zum Doktor der Staatswissenschaften promoviert. Im selben Jahr wurde er zum Leutnant der Reserve ernannt. 1918 führte er eine Feldhaubitzenbatterie. Im Ersten Weltkrieg wurde ihm das Eiserne Kreuz II. Klasse verliehen. Nach dem Krieg absolvierte er den westfälischen Vorbereitungsdienst zum Amtmann. Von 1920 bis 1921 war er beim Kreisausschuss Recklinghausen sowie an der Vestischen Verwaltungsschule beschäftigt. Ab Februar 1921 war er kommissarischer Amtmann, ab August 1921 dann Amtmann des Amtes Haltern. Später wurde er dann Bürgermeister des Amtes Haltern.
Zum 1. Mai 1933 trat Rieth in die NSDAP ein (Mitgliedsnummer 2.488.857). Im selben Jahr wurde er zum Landrat des Kreises Braunsberg ernannt, diese Ernennung wurde jedoch widerrufen, da mit Ernennung des Recklinghäuser Landrates Kurt Matthaei Ende Juni zum kommissarischen Regierungspräsidenten von Münster das Landratsamt im Kreis Recklinghausen vakant wurde. Rieth übernahm daraufhin ab Juli 1933 die Verwaltung des Landratsamtes Recklinghausen. Im November 1933 wurde er zum kommissarischen Landrat, im Dezember 1933 dann zum Landrat des Kreises Recklinghausen ernannt.
Am 19. April 1935 verstarb Rieth nach schwerer Krankheit und wurde in Haltern beigesetzt.

## Weblink
- „Die Landräte des Kreises Recklinghausen von 1816 bis 1999 – Eine Datensammlung“, herausgegeben vom Kreis Recklinghausen 2001